# Sasha Pieterse
Sasha Pieterse-Sheaffer ([ˈpiːtərsə]; Joanesburgo, 17 de fevereiro de 1996) é uma atriz, cantora, compositora e modelo sul-africana de ascendência norte-americana. Ela é mais conhecida por interpretar Alison DiLaurentis na série de televisão Pretty Little Liars (2010–2017) e seu spin-off, Pretty Little Liars: The Perfectionists (2019-2019), ambos da Freeform. Após o sucesso da série, Sasha recebeu um papel secundário no filme Geek Charming (2011), da Disney Channel. Em 2013, ela estrelou o filme de comédia adolescente G.B.F. Em 2017, Sasha participou da 25ª temporada do Dancing with the Stars, finalizando o programa em décimo lugar.

## Vida pessoal
Sasha Pieterse nasceu em Joanesburgo, África do Sul, tendo se mudado pouco tempo depois para Las Vegas com sua família e, posteriormente, para Los Angeles. Pieterse começou atuando com cerca de 6 anos de idade, quando conseguiu seu primeiro papel na televisão. Ela não tem nome do meio, muitos pensam que seu nome completo é Sasha Embeth Pieterse, mas na verdade é apenas Sasha Pieterse, confirmado pela própria.
Em 22 de dezembro de 2015, Sasha ficou noiva de seu namorado de longa data, Hudson Sheaffer. Eles se casaram em 27 de maio de 2018, em uma cerimônia privada no castelo de Leslie Estate, na Irlanda.
Em 27 de maio de 2020, Pieterse anunciou que ela e seu marido estavam a espera do primeiro filho. Hendrix Wade Sheaffer nasceu em 6 novembro de 2020, após 27 horas de trabalho de parto.

## Carreira
Sasha começou a atuar na série Family Affair (2002) como Buffy. Em 2004, Sasha conseguiu o papel como Grace em Stargate SG-1. Seu primeiro papel nos cinemas foi no filme The Adventures of Sharkboy and Lavagirl in 3-D (2005) como Marissa. No mesmo ano, ela participou da aclamada série House. Sasha fez pequenas participações nos filmes The Air I Breathe, Geek Charming e Good Luck Chuck, também participou dos seriados Claire e CSI: Miami. 
Em 2009, participa da série Without a Trace e recebe o papel de Amanda Strazzula em Heroes. De 2010 a 2017, Sasha teve um dos papéis principais da série, Pretty Little Liars, atuando como Alison DiLaurentis.

## Filmografia

### Filmes
| Ano  | Título                                         | Papel                          | Nota      |
| ---- | ---------------------------------------------- | ------------------------------ | --------- |
| 2005 | The Adventures of Sharkboy and Lavagirl in 3-D | Marissa / Princesa do gelo     |           |
| 2005 | Wanted                                         | Millie Rose                    |           |
| 2007 | The Air I Breathe                              | Sorrow Jovem                   |           |
| 2007 | Good Luck Chuck                                | Goth Girl                      |           |
| 2011 | X-Men: First Class                             | Figurante (Garota adolescente) |           |
| 2011 | Geek Charming                                  | Amy Loubalu                    | Telefilme |
| 2013 | G.B.F.                                         | Fawcet                         |           |
| 2014 | Inherent Vice                                  | Japonica Fenway                |           |
| 2015 | Burning Bodhi                                  | Aria                           |           |
| 2017 | Coin Heist                                     | Dakota                         |           |
| 2018 | The Honor List                                 | Isabella                       |           |

### Televisão
| Ano         | Título                                  | Papel              | Notas                                 |
| ----------- | --------------------------------------- | ------------------ | ------------------------------------- |
| 2002        | Family Affair                           | Buffy Davis        | Regular; 14 episódios                 |
| 2004        | Stargate SG-1                           | Grace              | Episódio: "Grace"                     |
| 2005        | Wanted                                  | Millie Rose        | 2 episódios                           |
| 2005        | House, M.D.                             | Andie              | Episódio: "Autopsy"                   |
| 2007        | CSI: Miami                              | Beth Buckley       | Episódio: "Stand Your Ground"         |
| 2007        | Claire                                  | Maggie Bannion     | Filme televisivo                      |
| 2009        | Without a Trace                         | Daphne Stevens     | Episódio: "Wanted"                    |
| 2009 - 2010 | Heroes                                  | Amanda Strazzulla  | 5 episódios                           |
| 2010-2017   | Pretty Little Liars                     | Alison DiLaurentis | Elenco principal                      |
| 2011        | Medium                                  | Marie com 14 anos  | Episódio: "Me Without You"            |
| 2014        | Hawaii Five-0                           | Dawn Hatfield      | Episódio: "Pe'epe'e Kanaka"           |
| 2015        | Hot in Cleveland                        | Maria              | 1 episódio                            |
| 2019        | Pretty Little Liars: The Perfectionists | Alison DiLaurentis | Spin-off da série Pretty Little Liars |

### Web
| Ano  | Título    | Papel             | Nota        |
| ---- | --------- | ----------------- | ----------- |
| 2009 | Slow Burn | Amanda Strazzulla | 6 episódios |

## Discografia
| Ano  | Título                  | Álbum                            |
| ---- | ----------------------- | -------------------------------- |
| 2013 | This Country Is Bad Ass | This Country Is Bad Ass - Single |
| 2013 | R.P.M.                  | R.P.M. - Single                  |
| 2013 | I Can't Fix You         | I Can't Fix You - Single         |
| 2013 | No                      | No - Single                      |

| Ano  | Título          | Artista        | Papel                |
| ---- | --------------- | -------------- | -------------------- |
| 2013 | "Rewind"        | Skye Stevens   | Romance com o cantor |
| 2013 | "R.P.M." Single | Sasha Pieterse | Ela mesma            |

## Prêmios e nomeações
| Ano  | Prêmio                   | Categoria                                                                                               | Nomeação pelo trabalho | Resultado |
| ---- | ------------------------ | --- | ---------------------- | --------- |
| 2003 | Young Artist Award       | "Melhor performance em série de TV (Comédia ou Drama) - Jovem Atriz Dez ou Menos"                       | Family Affair          | Venceu    |
| 2003 | Young Artist Award       | "Melhor performance em série de televisão (Comédia ou Drama)" (com Caitlin Wachs e Jimmy 'Jax' Pinchak) | Family Affair          | Indicado  |
| 2014 | Teen Choice Award        | ''Atriz Revelação- TV ''                                                                                | Pretty Little Liars    | Venceu    |
| 2015 | Independent Spirit Award | (Compartilhado com o diretor, diretor de elenco, e elenco).                                             | Inherent Vice          | Venceu    |